# Pirogue traditionnelle guyanaise
 (mars 2017).
Si vous disposez d'ouvrages ou d'articles de référence ou si vous connaissez des sites web de qualité traitant du thème abordé ici, merci de compléter l'article en donnant les références utiles à sa vérifiabilité et en les liant à la section « Notes et références ».
La pirogue traditionnelle guyanaise est un type de pirogue fabriquée artisanalement en Guyane. Elle a d'abord été conçue pour traverser les fleuves de la forêt amazonienne.
Elle est souvent réalisée dans le tronc d'un arbre du bois d'angélique. Elle est sculptée et peinte. Les pagaies, assorties sont également en bois,.

## Le sport
Plus tard, la pirogue est devenue un sport d'équipe en Guyane. Une équipe est composée de 12 membres : 1 barreur, 1 rythmeur et 10 rameurs. C'est le barreur, situé à l'arrière qui dirige et manœuvre la pirogue. Le rythmeur, situé à l'avant compte à haute voix et annonce les changements. Ces changements permettent de changer de côté afin de ne pas pagayer toujours avec le même bras. En effet, l'équipage est assis sur les bancs de manière alternée : si le premier se place à gauche, le deuxième se placera à droite et le troisième à gauche et ainsi de suite. Quel que soit le côté, leur hanche extérieure doit toujours touchée la bordée. Dans la pirogue se trouvent des écopes pour la vider de l'eau qui peut s'accumuler si elle bascule trop, notamment lors d'un mauvais changement. 
Les rameurs doivent être totalement synchronisés : ils doivent planter leur pagaie en même temps que le premier rameur. Ce sport sollicite particulièrement les bras et le dos. La pagaie se tient à deux mains et ne possède qu'un seule pale qu'il faut planter avec force dans l'eau pour faire avancer la pirogue. Sur le haut de la pagaie se trouve un pommeau destiné à procurer une meilleure prise en main. L'autre main se positionne au bas du manche. Elle vient consolider la prise en main et offre une meilleure stabilité.
Elle se pratique aussi bien sur un lac que dans la mer ou encore sur le fleuve.

## Les compétitions
Des compétitions existent comme :
- Les Maîtres de la Pagaie (à Kourou), la plus célèbre de toute
- 1000 rames & pagaies
- La course Palimaronage
- Ram'dilô